# Telestes
Telestes – rodzaj ryb z rodziny karpiowatych (Cyprinidae).

## Klasyfikacja
Gatunki zaliczane do tego rodzaju:
- Telestes alfiensis
- Telestes beoticus
- Telestes croaticus
- Telestes dabar
- Telestes fontinalis
- Telestes karsticus
- Telestes metohiensis
- Telestes miloradi
- Telestes montenigrinus
- Telestes muticellus
- Telestes pleurobipunctatus – strzebla epirska[3]
- Telestes polylepis – jelec chorwacki[3]
- Telestes souffia – jelec nadkamiennik[3]
- Telestes turskyi – jelec żółtoboki[3]
- Telestes ukliva – jelec cetiński[3]

Gatunkiem typowym jest Leuciscus muticellus (T. muticellus).

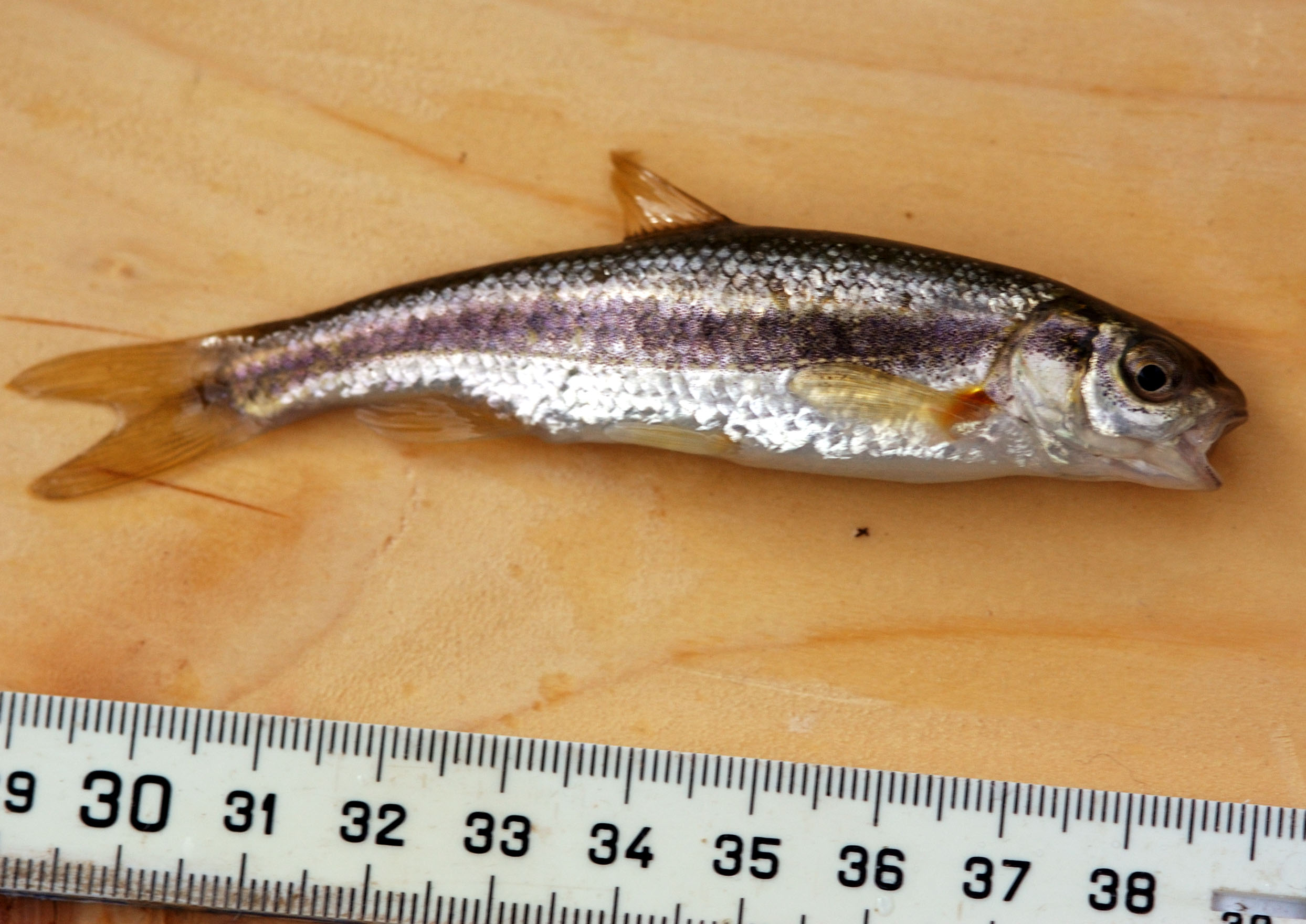
Telestes muticellus
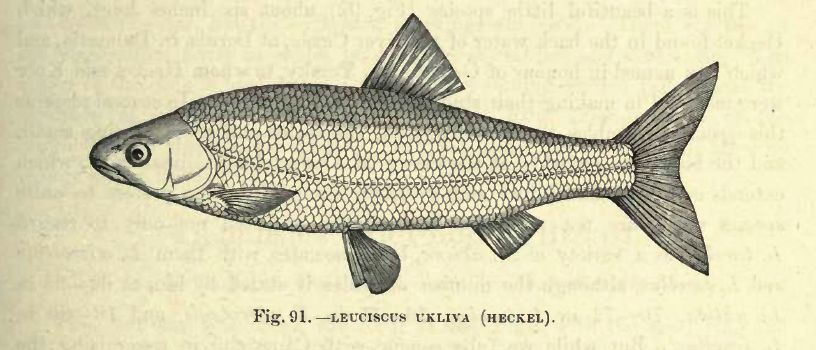
Telestes ukliva